# Bounced Checks
Bounced Checks är ett samlingsalbum släppt av Tom Waits 1981.

## Låtlista
1. "Heartattack and Vine" – 4:42
2. "Jersey Girl" – 4:35
3. "Eggs and Sausage (In a Cadillac with Susan Michelson)" – 4:14
4. "I Never Talk to Strangers" – 3:36
5. "The Piano Has Been Drinking" – 6:04
6. "Whistlin' Past the Graveyard" – 3:00
7. "Mr. Henry" – 3:33
8. "Diamonds on My Windshield" – 3:13
9. "Burma Shave" – 6:28
10. "Tom Traubert's Blues" – 6:21